# Carbono acetilênico linear
Carbono acetilênico linear (em inglês: Linear acetylenic carbon, abreviado como LAC), também chamado de carbino, é um alótropo de carbono que possui estrutura química linear formada pela alternância entre ligações simples e triplas em uma cadeia contendo (−C≡C−)n reptidas n vezes.
O carbino seria, teoricamente, mais resistente e duro que o grafeno e o diamante, sendo interessante para aplicações nanotecnológicas devido ao módulo de elasticidade ser 32,7 TPa — quatro vezes o diamante. Dentre suas possíveis aplicações práticas estariam o armazenamento de energia e, dada sua leveza e resistência, na engenharia estrutural.
Têm sido também identificado no espaço interestelar, entretanto, sua existência em fases condensadas (líquido ou sólido) têm sido contestada, uma vez que as cadeias iriam fazer ligações cruzadas exotermicamente (e talvez explosivamente) ao se aproximarem uma cadeia da outra.